# Sapientia Christiana
Die Apostolische Konstitution Sapientia Christiana (Abkürzung SC) wurde am 15. April 1979 durch Papst Johannes Paul II. veröffentlicht, er legt hiermit die Ordnung „Über die kirchlichen Universitäten und Fakultäten“ fest. Am 29. April 1979 erfolgte durch die Kongregation für das katholische Bildungswesen  eine Ausführungsbestimmung, die zum Bestandteil dieser Apostolischen Konstitution wurde.
Im Rahmen des mit den Konkordaten vereinbarten Rechts gilt somit für katholische Theologische Fakultäten und nichtfakultäre theologische Einrichtungen an staatlichen Universitäten und Hochschulen in Deutschland das universalkirchliche Hochschulrecht, welches mit dieser Konstitution  neu geordnet wurde und 1983 durch zwei so genannte Akkommodationsdekrete der deutschen Situation angepasst worden war.
Die Aufnahme dieser konstitutionellen Anordnungen in Statuten lässt sich an den Statuten der Theologischen Fakultät Paderborn exemplarisch darstellen, so heißt es im Artikel 2 „Aufgaben der Fakultät“:   

„(1) Die Theologische Fakultät Paderborn hat die Aufgabe, ihren Studierenden eine gründliche wissenschaftliche Ausbildung in der katholischen Theologie zu vermitteln, um sie zu befähigen, aus einer vertieften Kenntnis des Glaubens verantwortlich am Heilsdienst der Kirche in Verkündigung, Liturgie und Diakonie teilzunehmen (vgl. Dekret Optatam totius Art. 16). Es ist ihr besonderes Ziel, die Bildung derer zu gewährleisten, „die auf das Priestertum zugehen oder sich auf die Übernahme von besonderen kirchlichen Aufgaben vorbereiten“ (vgl. Apostolische Konstitution Sapientia christiana Art. 74, § 1).“

In Sapientia Christiana werden für alle Bereiche der personellen und finanziellen Organisation, für den Forschungsauftrag (SC Art. 66), für die einheitliche Lehre (SC Ar. 67 § 2 und Art. 70), für die Besetzung des Magnus Cancellarius (SC Art. 8) der grundsätzlich durch den örtlichen Diözesanbischof wahrgenommen wird, für den Rektor (SC Art. 18), für die Lehrkörper und schließlich für die Voraussetzung des Studiums und die Anforderungen an die Studierenden, klare Vorschriften erteilt.
Am 8. Dezember 2017 wurde sie durch die Apostolische Konstitution Veritatis Gaudium erneuert.